# Heinrich Winkelhofer

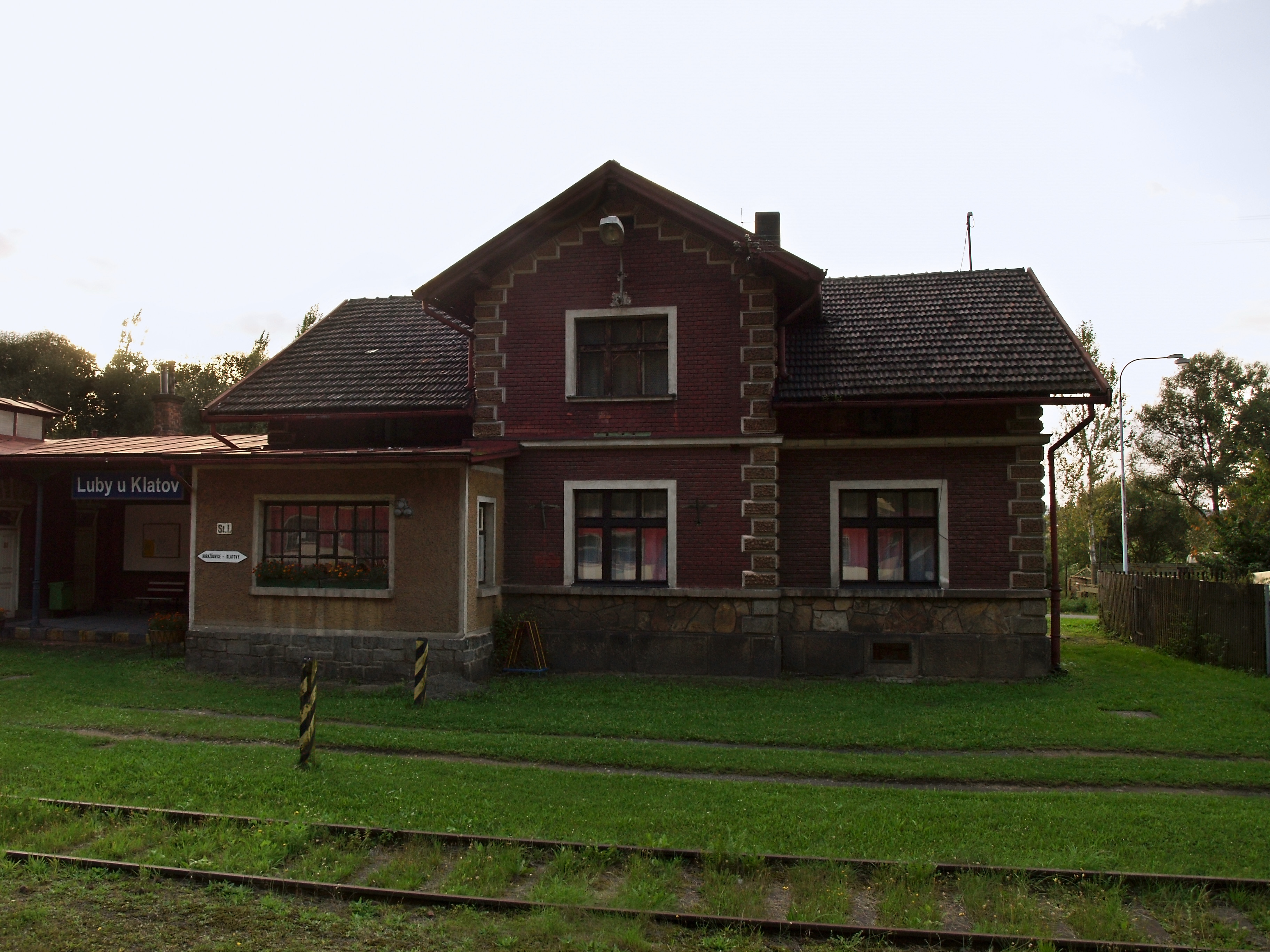
Luby u Klatov – nádraží (2009)

Heinrich Winkelhofer (14. ledna 1902 – 30. dubna 1947, Klatovy) byl německý válečný zločinec. V Protektorátu Čechy a Morava zastával (v období od 10. května 1939 až do 6. května 1945) kriminální rada SS-Hauptsturmführer Heinrich Winkelhofer funkci velitele klatovské služebny gestapa.

## Život

### Kariéra (až do konce 2. sv. války)
Heinrich Winkelhofer se narodil 14. ledna 1902 do rodiny pekařského dělníka z Mnichova. V roce 1918, když mu bylo 16 let, se stal čekatelem u bavorské policie. V roce 1934, ve svých 32 letech, vstoupil do řad SS a v roce 1937 se stal členem NSDAP. Ještě před obsazením Čech a Moravy Němci (tj. před 15. březnem 1939) byl určen do funkce velitele služebny gestapa v Klatovech, ale vinou logistických potíží se vedení úřadovny ujal až o něco později (10. května 1939). Dne 30. ledna 1945 byl kriminální rada SS-Hauptsturmführer Heinrich Winkelhofer povýšen do hodnosti SS-Sturmbannführera. Služebnu gestapa vedl až do posledního týdnu v dubnu roku 1945, kdy činnost služebny ukončil. Ke konci druhé světové války dal Heinrich Winkelhofer rovněž příkaz k propuštění vězněných osob. Dne 5. května 1945 uprchl Heinrich Winkelhofer převlečen v civilních šatech z Klatov, ale jeho útěk se nezdařil, neboť skončil v internačním táboře v Nattenburgu v Bavorsku.

### Působení v klatovské služebně gestapa
Klatovská venkovní služebna gestapa sídlila ve vile továrníka Singera a za šest let jejího působení (pod vedením Heinricha Winkelhofera) zde bylo vyšetřováno celkem 3 268 osob. V protektorátu mělo klatovské gestapo pověst obávaného úřadu, což bylo dáno nejen jeho velkou územní působností (sahala velmi daleko do jižních Čech) ale i značným počtem zatčených, vyslýchaných, mučených, vězněných a popravených osob, jejichž exekuce se konaly většinou na bývalé vojenské střelnici v lokalitě Spálený les v Lubech u Klatov.
Na základě rozhodnutí velitele klatovského gestapa Heinricha Winkelhofera pořídilo gestapo dne 22. června 1942 na popravišti Spálený les v Lubech u Klatov patnáct dokumentačních fotografií. Tyto fotografie měly sloužit jako jakýsi „návod na popravu“ (s přesně stanovenými fázemi) pro další exekuční komanda působící na území Protektorátu Čechy a Morava. Tato série „instruktážních“ fotografií, které ukazovaly, jak má vzorová exekuce vypadat, byla nalezena v květnu 1945 na pražském posádkovém velitelství spolu s dálnopisem s poznámkou: „informovat a dále rozšířit“.

### Po druhé světové válce
Z internačního tábora v bavorském Nattenburgu předali Američané Heinricha Winkelhofera v červnu 1946 československým orgánům a následně Winkelhofer skončil zajištěn ve vazbě v Klatovech. Jeho kauzou se zabýval Mimořádný lidový soud v Klatovech ve dnech 28. dubna 1947 až 29. dubna 1947. Žalobce dr. Zeno Fifek označil Winkelhofera za osobu zodpovědnou především za smrt 73 lidí, zastřelených v době heydrichiády (od 31. května 1942 do 3. července 1942) v lokalitě Spálený les v Lubech u Klatov. Dále byl Winkelhofer obžalován z toho, že svými nesprávnými obviněními způsobil smrt stovek dalších osob. Na dotaz předsedy senátu Dr. Josefa Švece, zda se cítí vinen odpověděl Winkelhofer: „Necítím se vinen, vyjma toho, kdy jsem konal svou povinnost, … stavěl jsem se vždy proti zločineckým nacistickým nařízením. Byl jsem však malým kolečkem v nacistickém stroji, takže moje úsilí bylo často bezvýsledné“, což bylo ovšem senátem interpretováno jako obvyklá vytáčka nacistického zločince snažícího se svalit veškerou vinu na protektorátní systém či na své přímé nadřízené. Ve 21.30 dne 29. dubna 1947 byl Heinrich Winkelhofer odsouzen k trestu smrti oběšením a to za členství v SS, podporu nacismu a především za to, že svým počínáním zavinil smrt stovek osob. Heinrich Winkelhofer byl popraven dne 30. dubna 1947 (37 minut po půlnoci) na dvoře klatovského soudu.

### Manželka, dcery
Winkelhoferova manželka Adelhaid Winkelhoferová pobývala na konci druhé světové války v hájence na Srní, odkud byla převezena do vazby v Sušici. Navzdory tomu, že byla přísně střežena, dokázala během krátké chvíle zabít svoji osmiletou dceru Elzu a rovněž přinutit svoji starší třináctiletou dceru Hertu ke spáchání sebevraždy. Následně se Adelhaid Winkelhoferová pokusila neúspěšně spáchat vlastní sebevraždu (rozběhnutím proti stěně a radiátoru). Na konec byla klatovským soudem odsouzena ke 20 letům odnětí svobody.